# 가슴림프관
인체 해부학에서 가슴림프관, 가슴관(thoracic duct), 또는 흉관은 림프계의 두 림프관 중 더 큰 쪽이다. 다르게는 left lymphatic duct, alimentary duct, chyliferous duct, and Van Hoorne's canal 등으로도 불린다. 더 작은 쪽의 림프관은 오른림프관(right lymphatic duct)이다. 가슴관은 순수한 림프가 아닌 림프와 유화 지방을 모두 포함하는 액체인 암죽(유미, chyle)을 운반한다. 또한 오른림프관을 통해 림프를 배출하는 오른쪽 가슴, 팔, 머리 및 목을 제외한 신체의 대부분의 림프를 모은다. 가슴관은 일반적으로 열두째 등뼈(T12) 높이에서 시작하여 목의 뿌리까지 이어진다. 체순환으로 합류하는 지점은 팔머리정맥이 시작될 때 왼쪽 빗장밑정맥과 속목정맥이 만나는 부분이다.
가슴관이 파열되면 가슴막안으로 가슴관 안의 유미가 들어가 유미흉의 원인이 된다.

## 구조
성인의 경우 가슴관은 일반적으로 길이가 38~45cm이고 평균 지름은 약 5mm이다. 일반적으로 열두째 등뼈(T12) 높이에서 시작하여 목의 뿌리까지 이어진다. 주로 왼쪽 빗장밑정맥과 속목정맥이 합쳐져 팔머리정맥을 이루는 지점인 정맥각(venous angle)에서 체순환으로 합류한다.
가슴관은 오른쪽 및 왼쪽 허리림프줄기(lumbar lymph trunk)와 창자림프줄기(intestinal lymph trunk)가 합류하는 배의 지점에서 시작한다. 이 시작 지점에서 가슴림프관팽대가 형성된다. 가슴관은 대동맥구멍(aortic hiatus)을 통해 가로막을 통과하여, 왼쪽의 가슴대동맥(thoracic aorta)과 오른쪽의 홀정맥(azygos vein) 사이에서 위가슴세로칸과 뒤가슴세로칸(superior, posterior mediastinum)을 올라간다. 가슴에서 수직으로 올라가던 가슴관은 왼쪽 목동맥과 왼쪽 속목정맥을 향해 뒤쪽으로 꺾어진다. T5 높이에서 가슴관이 왼쪽 빗장밑정맥과 속목정맥이 팔머리정맥으로 합쳐지는 정맥각에서 체순환계로 합류하며, 이 지점은 빗장뼈 아래쪽인 동시에 어깨 근처이다.

## 기능
가슴관은 오른쪽 가슴, 팔, 머리, 목을 제외한 신체의 대부분의 림프액을 모은다. 가슴관으로 림프를 배출하지 않는 부위의 림프는 오른림프관으로 배출된다.

오른림프관과 가슴림프관으로 림프를 배출하는 신체 부위를 각각 보여주는 그림.

가슴관에서 림프 수송은 주로 호흡 작용에 의해 발생하며, 이는 림프관의 평활근과 림프가 다시 아래로 흘러내리는 것을 방지하는 림프관 내부 판막의 도움을 받는다. 또한 가슴관과 왼쪽 빗장밑정맥의 교차점에도 두 개의 판막이 있어 정맥의 혈액이 가슴관 쪽으로 반대로 흐르는 것을 방지한다. 성인의 경우 가슴관은 최대 4L 정도의 림프를 운반한다.

## 임상적 중요성
악성 종양, 특히 복강 내 종양의 첫 징후는 왼쪽 빗장뼈 위쪽 영역에 위치한 림프절인 빗장위림프절(supraclavicular lymph nodes, Virchow's nodes)의 비대일 수 있다. 빗장위림프절의 위치는 가슴관이 왼쪽 팔머리정맥으로 합류하는, 즉 왼쪽 빗장밑정맥과 속목정맥이 만나는 정맥각 부근이다. 가슴관이 막히거나 손상되면 많은 양의 림프가 가슴막안에 빠르게 축적될 수 있으며 이러한 상황을 유미흉이라고 한다.

## 추가 이미지
위키미디어 공용에 가슴림프관 관련 미디어 분류가 있습니다.

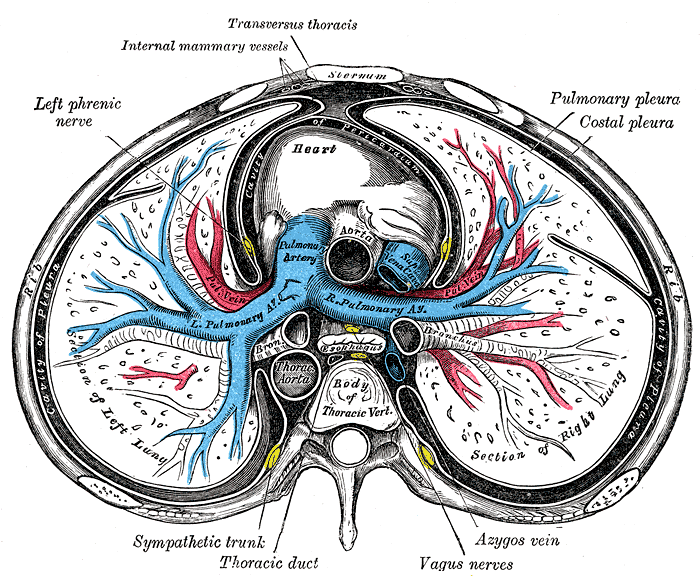
가슴 부위의 가로 단면, 폐동맥과의 위치 관계를 보여준다.
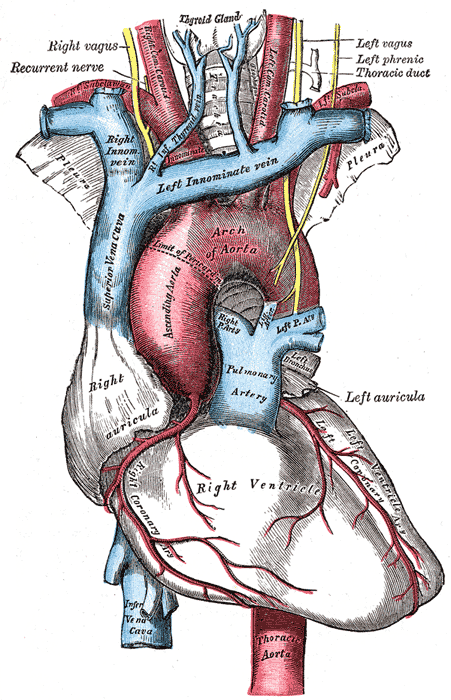
대동맥활과 그 가지들.
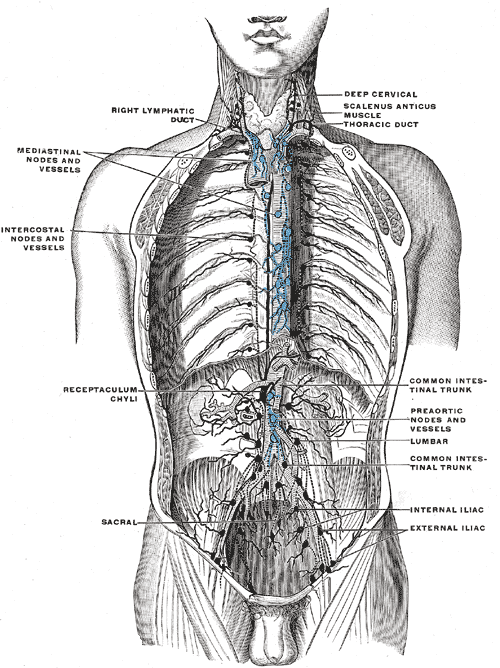
가슴과 배의 깊은 부위 림프절과 혈관들.
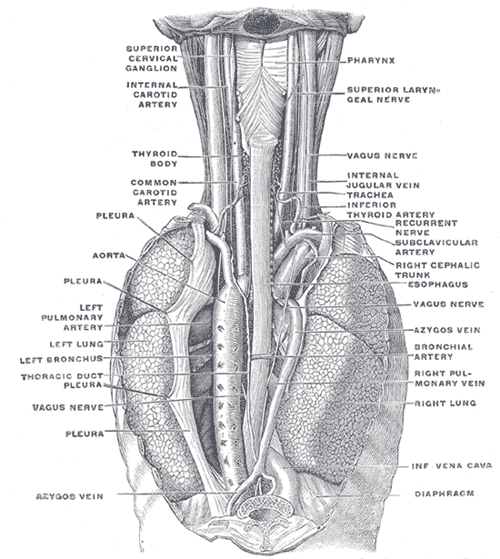
목 부위와 뒤가슴세로칸에서 식도의 위치, 뒤에서 본 그림.
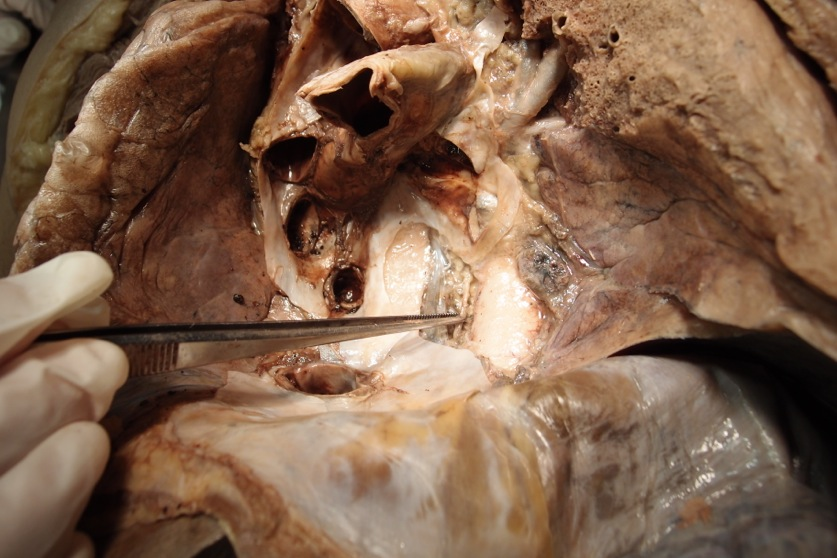
인간 가슴세로칸에서의 가슴림프관. 심장이 함께 보이며 심막 일부는 제거됨.

## 같이 보기
- 림프계